# Heribert von Larisch
Heribert von Larisch (Friburgo in Brisgovia, 18 luglio 1894 – Amburgo, 16 maggio 1972) è stato un generale tedesco della Wehrmacht durante la seconda guerra mondiale.

## Biografia

### I primi anni e la prima guerra mondiale

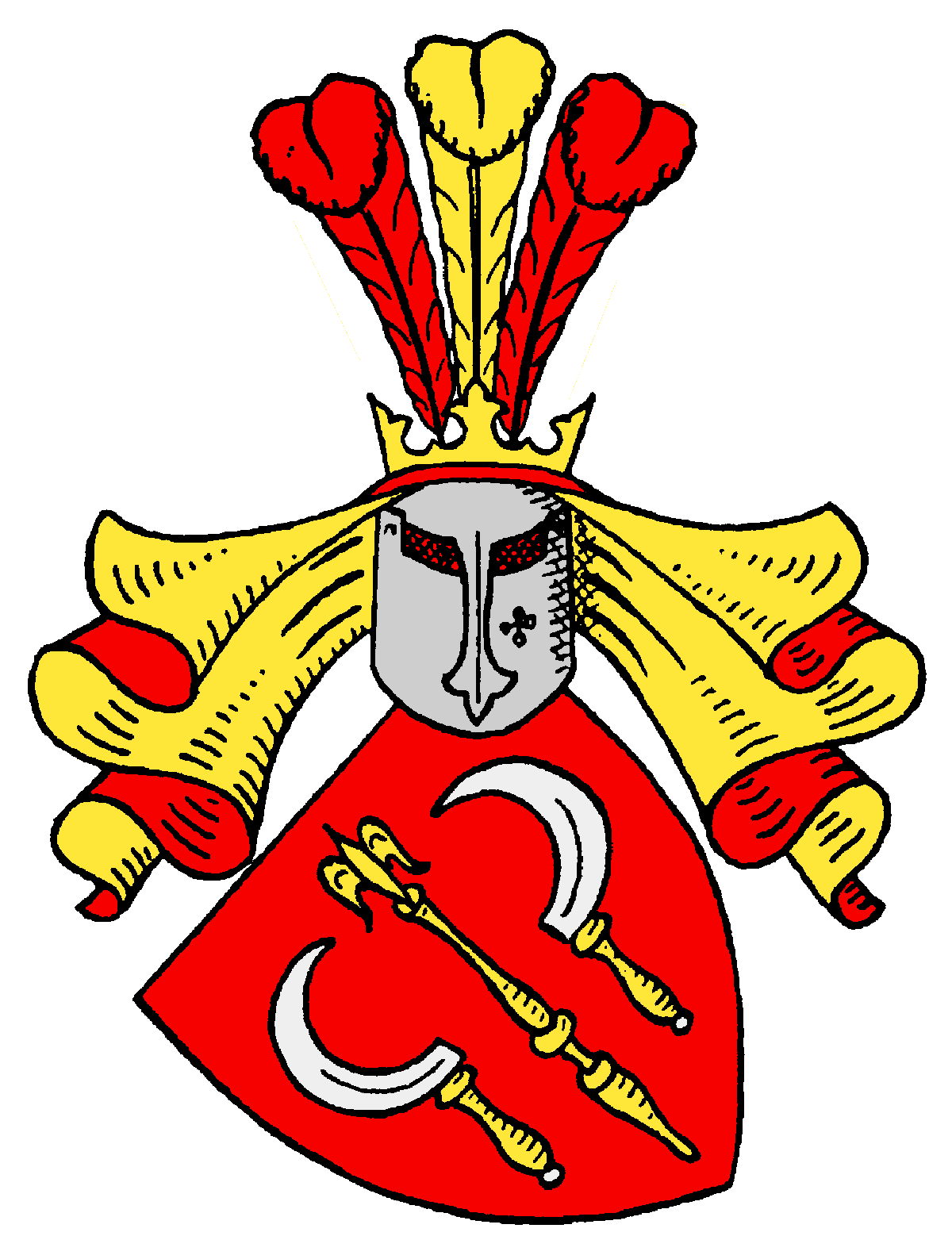
Stemma della famiglia von Larisch

Von Larisch nacque nel 1894 a Friburgo in Brisgovia, primogenito in una famiglia aristocratica tedesca di solide tradizioni militari. Dopo aver completato gli studi superiori, a 19 anni von Larisch entrò nell'esercito imperiale tedesco, grazie anche alla sua famiglia d'origine.
Poco dopo lo scoppio della prima guerra mondiale il 28 luglio 1914, von Larisch venne mobilitato il 2 agosto e ricevette il gradi di tenente nel settembre di quello stesso anno. Trascorse la maggior parte del periodo della guerra col 18º reggimento dragoni, servendo come comandante di plotone e di squadrone. Nel gennaio del 1918 venne trasferito al 359º reggimento di fanteria per assumere il comando di una compagnia; in quella posizione, venne promosso al grado di primo tenente nel maggio del 1918. In Agosto, divenne ufficiale d'ordinanza nello staff del I corpo di riserva, sino alla capitolazione dell'impero tedesco l'11 novembre 1918.

### Il periodo tra le due guerre
Mentre ancora si trovava in servizio, von Larisch si iscrisse all'Università di Rostock nel febbraio del 1920 per studiare legge, ma non completò mai i suoi studi.
Nel periodo bellico, il 18 giugno 1917, aveva sposato Ellen Fanny Wanda Natalie Helene Edle von Xylander (1895–1974), figlia del cavalier Adolf Edler von Xylander, tenente colonnello dell'esercito. La suocera di von Larisch, che aveva divorziato dal marito nel 1914 per sposare l'ufficiale Eduard Ermekeil (31 ottobre 1864 – 18 novembre 1941) nel 1916, proveniva da una ricca famiglia di proprietari terrieri della Pomerania che possedevano, tra le altre cose, una residenza a Latzig, una a Sierakówko ed una a Sowno, alcune delle quali passarono in seguito alla figlia e quindi a von Larisch stesso. Von Larisch venne quindi congedato dall'esercito e si stabilì nella residenza di Zirchow con la moglie e la figlia Irmgard (1918–1998).
A Zirchov von Larisch si occupò dell'amministrazione della tenuta agricola. Negli anni '20 con la moglie ebbe altri quattro figli: Siegrid (n. 1921), Friederun (n. 1922), Karin (n. 1924) e Dankwart (n. 1925). Inoltre von Larisch si dedicò attivamente alla struttura componendo una storia del suo reggimento durante la passata guerra che venne pubblicata col titolo Das 2. Großherzogl. Mecklenburg. Dragoner-Reg. Nr 18 im Weltkriege 1914–1918 nel 1924.
Cercando di aggirare le disposizioni del Trattato di Versailles relative al riarmo della Germania dopo la fine della prima guerra mondiale, lo stato tedesco dal 1926 cercò comunque di costituire il Reichswehr per sviluppare segretamente un esercito come organizzazione paramilitare. Per questo motivo von Larisch venne richiamato in servizio assieme ad altri 1000 ex ufficiali tedeschi dal 1º luglio 1929, venendo impiegato nel II distretto militare (Meclemburgo e Pomerania, con quartier generale a Stettino) e venendo in seguito nominato amministratore del distretto dell'area di Schlochau e Bublitz, non lontano dalle proprietà della sua famiglia.
Von Larisch trascorse gli anni successivi in tranquillità sino al 1º febbraio 1932 quando venne trasferito all'ufficio di comando di Neustettin (sempre in Pomerania), dove seppe della notizia della presa di potere da parte di Adolf Hitler nel 1933. Il 1º ottobre 1933, von Larisch venne promosso capitano ed ottenne il comando di una compagnia del 4º reggimento di fanteria, acquartierato a Kolberg, in Pomerania. Mantenne tale posizione come comandante di compagnia con la ristrutturazione dell'esercito nella Wehrmacht nel 1935. L'anno successivo fu istruttore della prestigiosa scuola di fanteria di Döberitz presso Berlino. Rimase con tale incarico sino al luglio del 1936, quando venne trasferito al 94º reggimento di fanteria in Pomerania. Poco dopo venne promosso maggiore ed all'inizio dell'ottobre del 1937 venne trasferito in un'altra scuola di fanteria, questa volta ad Hannover, come istruttore di tattica sino al 1939.

### La seconda guerra mondiale
Quando la Germania invase la Polonia il 1º settembre del 1939 dando inizio alla seconda guerra mondiale, l'86ª divisione di fanteria venne costituita a Detmold il 26 agosto e von Larisch prese il comando del 1º battaglione del 167º reggimento di fanteria, anche se con esso non prese parte direttamente alla campagna polacca. Larisch trascorse poi gran parte del periodo della Strana guerra, dall'ottobre del 1939 al gennaio del 1940, con incarichi di insegnante in quanto i suoi superiori, pur ammirandone le doti tecniche, non lo ritenevano ancora adatto all'operatività sul campo. Venne quindi nuovamente trasferito dal fronte e, come istruttore di tattica, venne assegnato a Königsbrück dal 10 gennaio di quell'anno. Simultaneamente, venne nominato comandante del 3º battaglione del 440º reggimento di fanteria nella medesima città. Nel febbraio di quell'anno, venne promosso al rango di tenente colonnello. Nel maggio del 1940, gli venne affidato esclusivamente il comando del suo battaglione. La qualità della formazione delle truppe presenti a Königsbrück spinse addirittura l'attaché militare statunitense a scrivere ai suoi superiori di essere stato "impressionato" dalle tattiche dei tedeschi e dalle manovre che aveva visto fare sotto il comando di von Larisch.
Von Larisch rimase nella sua posizione per tutto il 1940, senza prendere parte alla battaglia di Francia, concentrandosi invece nella campagna dei Balcani, dopo la quale venne elevato a comandante del 440º reggimento di fanteria nel luglio del 1941 e quindi, in ottobre, al grado di colonnello. Nel contempo, il suo reggimento venne spostato in Grecia con l'incarico di occupare l'area. Von Larisch, ancora inattivo, rimase in Grecia e dall'ottobre al novembre del 1942 ottenne il comando delle unità della 1ª brigata da fortezza di Creta, con quartier generale a Tessalonica. Il 23 novembre 1942, le sue unità vennero trasferite a nord per entrare a far parte dello staff di sicurezza delle ferrovie della Croazia (Deutscher Eisenbahn–Sicherungsstab Kroatien). Con tale compito, von Larisch fu responsabile della protezione dei trasporti dello Stato indipendente di Croazia, uno stato-fantoccio della Germania, e di evitare atti di sabotaggio da parte dei partigiani jugoslavi nell'area.
Mantenne tale posizione sino all'estate del 1943 quando, dopo dieci anni di servizio inattivo, gli venne consentito di frequentare un corso per ufficiali divisionali a Berlino. Tornò in Croazia in agosto e, dal 1º novembre 1943, ottenne il comando della 78ª divisione di fanteria, una delle più forti e meglio equipaggiate del fronte orientale della guerra. Quando von Larisch prese il comando delle sue truppe, la divisione venne da subito coinvolta in pesanti combattimenti contro l'Armata Rossa dal momento che i sovietici tentarono di catturare la ferrovia Mosca–Minsk, collegando così Smolensk con Orsha. Gli scontri perdurarono per tutto l'inverno,e la divisione fu in grado di mantenere una difesa formidabile.
Il 15 febbraio 1944, von Larisch ottenne il comando della 129ª divisione di fanteria e venne promosso al grado di maggiore generale il 1º aprile 1944. Quando, nel giugno del 1944, i sovietici lanciarono un'offensiva di massa (Operazione Bagration), la 129ª divisione di fanteria inizialmente riuscì ad evitarla, ma successivamente subì pesanti perdite in Bielorussia. Alla fine dell'estate del 1944, la divisione di von Larisch si trovò alla difesa del fiume Narew dagli assalti dei russi, piazzando solide difese lungo il corso d'acqua con trincee, filo spinato, ostacoli e campi minati per evitare che i sovietici potessero fare irruzione. Questo successo incontrò l'entusiasmo dei superiori di von Larisch che dal 1º settembre 1944 venne decorato con la medaglia d'oro dell'Ordine della Croce tedesca e la promozione a tenente generale dal 1º ottobre di quello stesso anno, oltre alla concessione della medaglia di cavaliere dell'Ordine della Croce di Ferro.
La linea difensiva di Narew ad ogni modo cedette nel gennaio del 1945, anche a causa del freddo dell'inverno che aveva reso il terreno impermeabile, ed i tedeschi vennero costretti alla ritirata. La 129ª divisione perse così tanti uomini da cessare di esistere come formazione da combattimento; Von Larisch rinunciò a ciò che restava della sua divisione il 15 febbraio 1945.
Per il resto della guerra, von Larisch venne trasferito alla scuola di fanteria di Döberitz col ruolo di comandante dell'istituto. Anticipando l'assalto dei sovietici a Berlino, la scuola venne spostata a Grafenwöhr, nell'Alto Palatinato. Rimase in servizio sino al 24 aprile, quando venne posto in riserva. Von Larisch continuò ad ogni modo il corso per ufficiali di reggimento che aveva iniziato nel marzo di quello stesso anno. Dalla fine di aprile del 1945, il corso venne spostato a Krün, nella Baviera meridionale, non lontano dal confine col Tirolo. Si concluse il 30 aprile quando si seppe della notizia della morte di Hitler.

### Gli ultimi anni
Dopo la fine della seconda guerra mondiale l'8 maggio 1945, von Larisch riuscì ad evitare la cattura per più di un mese, ma venne alla fine arrestato dalle autorità americane il 15 giugno 1945. Trascorse i due anni successivi come prigioniero di guerra e venne infine rilasciato il 1º luglio 1947, poche settimane prima del suo cinquantatreesimo compleanno.
Tornato in Germania, von Larisch e la moglie si stabilirono ad Amburgo. Con la sola eccezione dell'unico suo figlio maschio, disperso dal 1º luglio 1944 nel settore nord del fronte orientale, tutti i membri della sua famiglia sopravvissero alla guerra. Le sue proprietà in Pomerania vennero annesse allo stato della Polonia. Sua figlia Karin, veterinaria, alla fine decise di emigrare negli Stati Uniti d'America negli anni '50.
Von Larisch trascorse gli ultimi anni della sua vita in tranquillità, servendo come presidente dell'associazione ex ufficiali del 18º reggimento dragoni (il suo primo reggimento). Larisch morì il 16 maggio 1972 all'età di 77 anni.